# Molophilus coraperena
Molophilus coraperena là một loài ruồi trong họ Limoniidae. Chúng phân bố ở miền Australasia.